# Церковь Хейнявеси
Церковь Хейнявеси (фин. Heinäveden kirkko) — деревянная евангелическо-лютеранская церковь в муниципалитете Хейнявеси, провинция Восточная Финляндия, в Южном Саво. Построена в 1890–1891 годах по проекту Йозефа Стенбека. Один из крупнейших храмов в Финляндии (вторая по величине деревянная церковь в стране), вмещает до 2000 прихожан.

## История

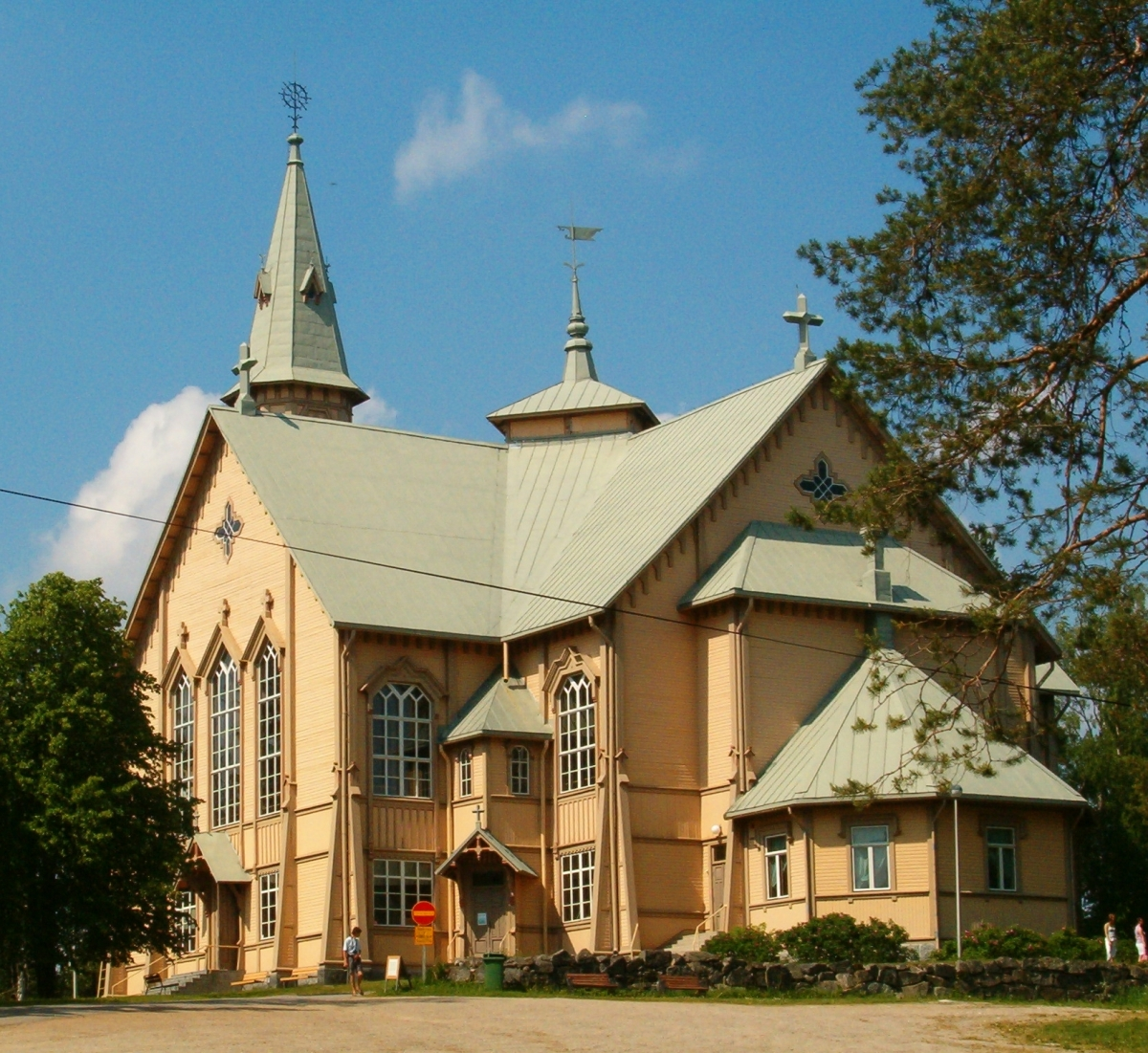
Вид на церковь снаружи

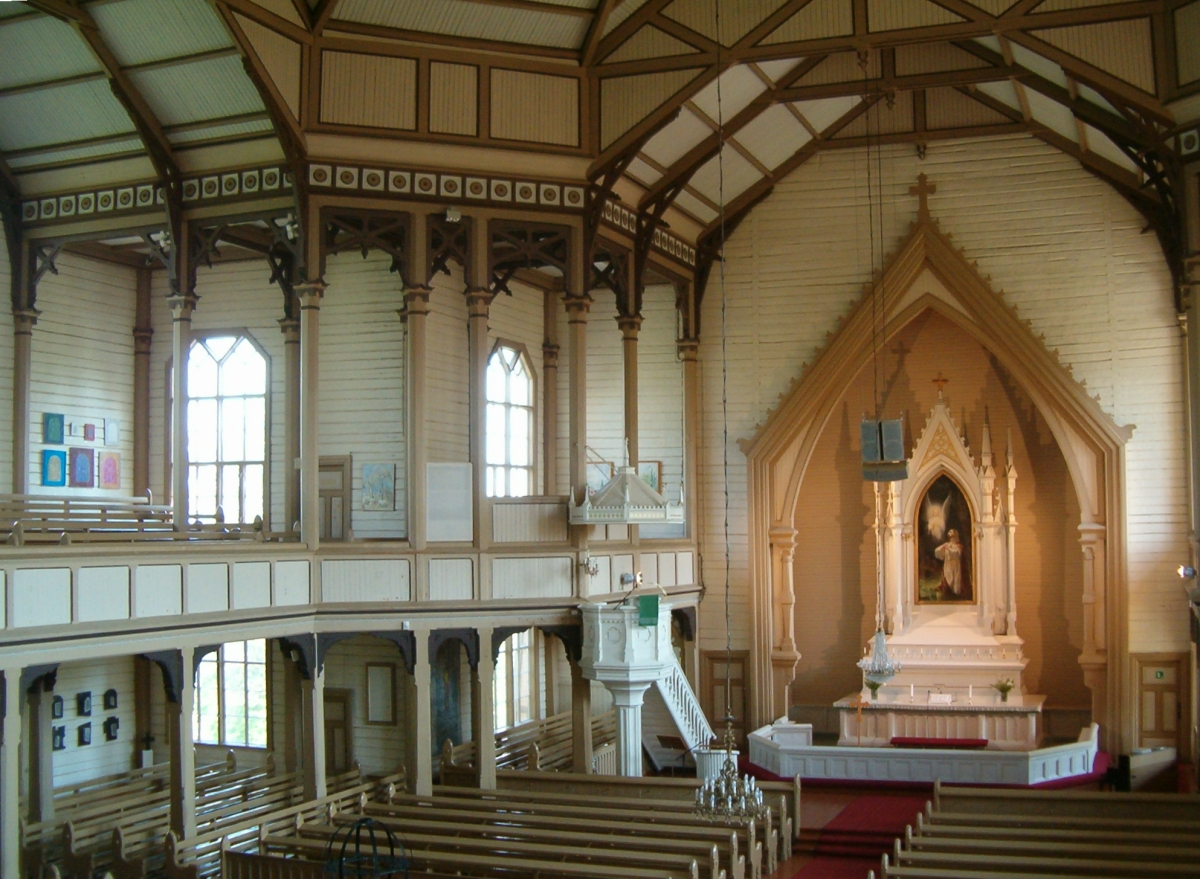
Интерьеры храма

Здание построено в стиле неоготики. Работы велись под наблюдением инженера Э. Й. Холопайнена — это было третье сооружение на данном месте. Предыдущий храм сгорел в 1887 году. Размеры современного здания: 40 метров в длину, 30 метров в ширину. Высота здания составляет 45 метров. На колокольне расположены два колокола, один отлит в 1765 году, другой — в 1906-м.
Во внутреннем убранстве церкви выделяется заалтарный образ Иисуса Христа в Гефсиманском саду. Работа принадлежит кисти Йохана Элиса Кортмана (единственная его работа для церкви). Она написана в 1893 году. В храме также установлен орган с 33 голосами.
При церкви Хейнявеси находятся: музей с церковной утварью и старинными предметами быта, ремесленный центр и кладбище. 
Церковь посещают около 20 тысяч туристов в год. Здесь периодически проходят концерты духовной музыки, выставки и фестивали.